# Zach Booth
Chadwick Zachary Booth, detto Zach (Eden, 17 febbraio 2004), è un calciatore statunitense, centrocampista dell'Excelsior.

## Biografia
È il fratello minore del calciatore Taylor Booth.

## Carriera

### Club
Cresciuto nei settori giovanili di Real Salt Lake e Leicester City, il 1º settembre 2023 passa in prestito al Volendam, con cui inizia la carriera professionistica.

### Nazionale
Ha giocato nelle nazionali giovanili statunitensi Under-17 ed Under-19.

## Statistiche

### Presenze e reti nei club
Statistiche aggiornate al 2 novembre 2023.
| Stagione        | Squadra         | Campionato      | Campionato | Campionato | Coppe nazionali | Coppe nazionali | Coppe nazionali | Coppe continentali | Coppe continentali | Coppe continentali | Altre coppe | Altre coppe | Altre coppe | Totale | Totale |
| Stagione        | Squadra         | Comp            | Pres       | Reti       | Comp            | Pres            | Reti            | Comp               | Pres               | Reti               | Comp        | Pres        | Reti        | Pres   | Reti   |
| --------------- | --------------- | --------------- | ---------- | ---------- | --------------- | --------------- | --------------- | ------------------ | ------------------ | ------------------ | ----------- | ----------- | ----------- | ------ | ------ |
| 2023-2024       | Volendam        | E               | 4          | 0          | CO              | 0               | 0               | -                  | -                  | -                  | -           | -           | -           | 4      | 0      |
| Totale carriera | Totale carriera | Totale carriera | 4          | 0          |                 | 0               | 0               |                    | -                  | -                  |             | -           | -           | 4      | 0      |